# 르포 인사이드
《르포 인사이드》는 1997년부터 2001년까지 밤 10시 45분에 방송되었던 iTV 경인방송의 시사 교양 프로그램이다.